# صالح بن شعیب
صالح ابن شعیب نام شخصی است که بنابر روایات اسلامی در نزدیکی ظهور مهدی به عنوان فرمانده سپاه خراسان توسط خراسانی برگزیده می‌شود. بنابر بر روایات وی جوانی گندم‌گون با ریش کم‌پشت از اهالی ری است.